# Бес
Бес — божество в вигляді карлика з роззявленим ротом і висунутим язиком, з великим животом та кривими ногами, з пучком пір'я на голові. В Єгипті, у фінікійських колоніях, на Сардинії й Кіпрі знайдено чимало фаянсових і порцелянових статуеток божка. Як вартовий однієї з небесних брам, Бес зображувався в Єгипті на похоронних написах і малюнках. В Азії він зазнав чимало видозмін і перетворень: тут його зображували левом, що підіймає за хвіст кабана, або сидить, як дитина, на плечах якоїсь кіпрської богині.